# CH Barcelona-Catalunya
CH Barcelona-Catalunya byl hokejový klub z Barcelony, který hrával Španělskou hokejovou ligu. Klub byl založen roku 1975. Zanikl roku 1977.

## Historie
| Sezona    | Šampionát | Pohár    | Evropský pohár |
| --------- | --------- | -------- | -------------- |
| 1975-1976 | ?. místo  | ?. místo | -              |
| 1976-1977 | 6. místo  | ?. místo | -              |